# Diictodon
Diictodon is een geslacht van uitgestorven zoogdierachtige synapsiden dat behoorde tot de Dicynodonta. Dit dier leefde 256 - 252 miljoen jaar geleden (tijdens het tijdvak Perm) in het huidige Afrika en Azië. Fossielen zijn gevonden in de Cistecephalus Assemblage Zone van de Madumabisa Mudstones van het Luangwa-bekken in Zambia en de Tropidostoma Assemblage Zone van de Teekloofformatie, Tapinocephalus Assemblage Zone van de Abrahamskraalformatie, Dicynodon Assemblage Zone van de Balfourformatie, Cistecephalus Assemblage Zone van de Middleton of Balfourformatie van Zuid-Afrika en de Guodikengformatie van China. Ruwweg de helft van alle gewervelde specimens uit het Perm die in Zuid-Afrika zijn gevonden, zijn die van Diictodon. Dit kleine plantenetende dier was een van de meest succesvolle synapsiden tijdens het Perm.
Diictodon was een van de eerste dicynodonten en met een lengte van 45 cm tevens een van de kleinste. De verwante Robertia, die gelijktijdig in Zuid-Afrika leefde, was van vergelijkbaar formaat. Het was een zeer algemeen dier, wat blijkt uit de vele gevonden fossielen van Diictodon. In afzettingen uit het Laat-Perm in de Karoo in Zuid-Afrika maakt Diictodon zelfs de helft uit van alle gevonden gewervelde dieren. Diictodon had een grote kop, een hoornige bek met twee slagtanden, een korte staart en een cilindervormig lichaam. Diictodon leefde in holen en dit reptiel voedde zich met knollen, plantenwortels en planten. Diictodon was ook nauw verwant aan de Myosaurus, de enige dicynodont die de grote permische uitsterving overleefde die niet tot de Lystrosauridae of Kannemeyeriformes behoorde.

## Kenmerken

### Uiterlijk
Diictodon had een overdreven grote kop die eindigde in een hoornen bek. Er is een duidelijk onderscheid tussen exemplaren met slagtanden en exemplaren zonder slagtanden, want exemplaren met slagtanden zijn over het algemeen groter en hebben vaker een pijnappelklier. Dit weerspiegelt waarschijnlijk seksueel dimorfisme, waarbij het geslacht met slagtanden vrijwel zeker het mannetje is. Diictodon had sterke armen en benen, evenals vijf scherpe klauwen aan elke hand, en had mogelijk een scherpe reuk- en gezichtszin. Hun manier van lopen leek op de 'hoge tred' van krokodillen. Hun kaken waren ook vereenvoudigd en sommige botten dienden in plaats daarvan om te horen, wat beschouwd wordt als een belangrijk teken van aanpassing aan zoogdieren. Diictodon had ook veel aanpassingen voor graven, zoals sterk ontwikkelde spieren, een cilindrisch lichaam en brede handen. De onderzoekers Chinsmay en Rubridge analyseerden zeven andere dicynodonte soorten en ontdekten dat de microstructuur van de opperarmbeenderen bij Diictidon geen tekenen van groei vertoonde, wat wijst op een variatie in de groeistrategie die hun vermogen om te graven verder verbeterde.

### Levensstijl
Als therapside had Diictodon veel kenmerken gemeen met de huidige zoogdieren. Het meest opvallende is dat ze holen in de aarde maakten, maar de meeste waren maximaal 0,5 meter diep, wat aangeeft dat ze misschien niet zo vaak graafden en verlaten holen bezetten. Toch geloven veel wetenschappers dat Diictodon leefde zoals de huidige grondeekhoorn. Hun holen werden mogelijk gebruikt om te ontsnappen aan de hitte van de woestijn, de dominante omgeving op het continent Pangea in het Laat-Perm. In deze holen zijn nesten gevonden met skeletten van Diictodon. Ze hadden een vrij sociale levensstijl met talloze holen op een oppervlakte van 500 vierkante meter. Hun holen waren echter niet met elkaar verbonden en vormden geen grote kolonies. Veel Diictodon nestelden in de buurt van overstromingsgebieden en sommige exemplaren zijn mogelijk gedood doordat water in de nesten stroomde en de dieren verdronken. Het primaire gebruik door Diictidon van het uitstrekken van de opperarm in plaats van de onderarm, hielp bij het gebruik van draaibewegingen tijdens het graven. Diictodon had geen bekende concurrerende soorten in zijn niche, dus misschien concurreerden ze vooral met andere soorten om het weinige plantenmateriaal dat beschikbaar was. Fossielen van jonge Diictodon, ontdekt in broedkamers in sommige holen, wijzen erop dat er ouderlijke zorg was in het geslacht en dat mannetjes betrokken lijken te zijn geweest bij de opvoeding van de jongen, gebaseerd op het feit dat sommige volwassenen in de genoemde holen slagtanden hadden.

## Dieet
Zoals alle dicynodonten was Diictodon herbivoor. Het dier gebruikte zijn snavel om stukken af te breken van de schaarse woestijnstruiken. Net als de huidige woestijndieren had Diictodon misschien een ongewoon efficiënte spijsvertering, vanwege het gebrek aan voedingsstoffen in woestijnplanten. Dit gravende dier voedde zich mogelijk met knollen van waterrijke planten.

## Seksueel dimorfisme
Vroeger werden individuen met slagtanden als mannetjes beschouwd, terwijl individuen zonder slagtanden als vrouwtjes werden beschouwd. Verschillen in bekkenstructuur zijn mogelijk het andere bewijs voor seksueel dimorfisme.